# Sporobolus floridanus
Sporobolus floridanus är en gräsart som beskrevs av Alvin Wentworth Chapman. Sporobolus floridanus ingår i släktet droppgräs, och familjen gräs. Inga underarter finns listade i Catalogue of Life.